# Arantxa Parra Santonja
Arantxa Parra Santonja (Barcelona, 1982. november 9. –) spanyol teniszezőnő, olimpikon.
2000–2019 közötti profi pályafutása alatt 11 páros WTA-tornagyőzelmet aratott, és egyéniben két alkalommal játszott döntőt. Emellett 11 egyéni és 9 páros ITF-tornán szerezte meg az első helyet. Legjobb egyéni világranglista-helyezése a 46. hely, ezt 2010. július 12-én érte el, párosban 2012. április 2-án a 22. helyig jutott.
A Grand Slam-tornákon a legjobb eredménye egyéniben a 3. kör, amelyet a 2004-es Roland Garroson ért el, párosban a negyeddöntőig jutott 2011-ben Wimbledonban és 2014-ben a Roland Garroson.
Spanyolország képviseletében vett részt a 2012-es londoni és a 2016-os riói olimpia női páros versenyén. Négy alkalommal lépett pályára Spanyolország Fed-kupa-válogatottjában, és mind a négy mérkőzését megnyerte.
2019. május 6-án jelentette be visszavonulását.

## WTA-döntői

### Egyéni
| Összesítés           |                        |
| Grand Slam-torna (0) |                        |
| Tier I (0)           | Premier Mandatory* (0) |
| Tier II (0)          | Premier Five* (0)      |
| Tier III (0)         | Premier* (0)           |
| Tier IV (0)          | International* (0)     |
| Tier V (0)           | Challenger* (0)        |

* 2009-től megváltozott a tornák rendszere.
 Az egymás mellett azonos színnel jelölt tornatípusok között nincs teljes mértékű megfelelés.

#### Elveszített döntői (2)
|    | Dátum             | Torna                                     | Borítás | Ellenfél a döntőben  | Döntő eredménye |
| 1. | 2010. május 8.    | Estoril Open, Estoril, Portugália         | Salak   | Anastasija Sevastova | 2–6, 5–7        |
| 2. | 2011. február 26. | Abierto Mexicano Telcel, Acapulco, Mexikó | Salak   | Gisela Dulko         | 3–6, 6–7(5)     |

### Páros

#### Győzelmei (11)
| Összesítés           |                        |
| Grand Slam-torna (0) |                        |
| Tier I (0)           | Premier Mandatory* (0) |
| Tier II (0)          | Premier Five* (0)      |
| Tier III (1)         | Premier* (2)           |
| Tier IV (2)          | International* (6)     |
| Tier V (0)           | Challenger* (0)        |
| WTA Finals (0)       |                        |
| WTA Elite Trophy (0) |                        |

* 2009-től megváltozott a tornák rendszere.
 Az egymás mellett azonos színnel jelölt tornatípusok között nincs teljes mértékű megfelelés.
| No. | Dátum             | Helyszín                                                | Borítás    | Partner                 | Ellenfél a döntőben                                | Eredmény a döntőben |
| 1.  | 2007. március 3.  | Abierto Mexicano Telcel, Acapulco, Mexikó               | Salak      | Lourdes Domínguez Lino  | Émilie Loit Nicole Pratt                           | 6–3, 6–3            |
| 2.  | 2007. június 16.  | Barcelona WTA Tournament, Barcelona, Spanyolország      | Salak      | Nuria Llagostera Vives  | Lourdes Domínguez Lino Flavia Pennetta             | 7–6, 2–6, [12–10]   |
| 3.  | 2008. június 14.  | Barcelona WTA Tournament, Barcelona, Spanyolország      | Salak      | Lourdes Domínguez Lino  | Nuria Llagostera Vives María José Martínez Sánchez | 4–6, 7–5, [10–4]    |
| 4.  | 2011. április 10. | Andalucia Tennis Experience, Marbella, Spanyolország    | Salak      | Nuria Llagostera Vives  | Sara Errani Roberta Vinci                          | 3–6, 6–4, [10–5]    |
| 5.  | 2012. január 7.   | Brisbane International, Brisbane, Australia             | Kemény     | Nuria Llagostera Vives  | Raquel Kops-Jones Abigail Spears                   | 7–6(2), 7–6(2)      |
| 6.  | 2013. március 2.  | Abierto Mexicano Telcel, Acapulco, Mexikó               | Salak      | Lourdes Domínguez Lino  | Catalina Castaño Mariana Duque Mariño              | 6–4, 7–6(1)         |
| 7.  | 2014. június 20.  | Topshelf Open, Rosmalen, Hollandia                      | Fű         | Marina Eraković         | Michaëlla Krajicek Kristina Mladenovic             | 0–6, 7–6(5), [10–8] |
| 8.  | 2015. február 15. | Proximus Diamond Games, Antverpen, Belgium              | Kemény (f) | Anabel Medina Garrigues | An-Sophie Mestach Alison Van Uytvanck              | 6–4, 3–6, [10–5]    |
| 9.  | 2016. február 27. | Mexican Open, Acapulco, Mexikó                          | Kemény     | Anabel Medina Garrigues | Kiki Bertens Johanna Larsson                       | 6–0, 6–4            |
| 10. | 2016. március 6.  | Monterrey Open, Monterrey, Mexikó                       | Kemény     | Anabel Medina Garrigues | Petra Martić Maria Sanchez                         | 4–6, 7–5, [10–7]    |
| 11. | 2016. május 21.   | Internationaux de Strasbourg, Strasbourg, Franciaország | Salak      | Anabel Medina Garrigues | María Irigoyen Liang Csen                          | 6–2, 6–0            |

#### Elveszített döntői (16)
| No. | Dátum               | Helyszín                                                  | Borítás    | Partner                     | Ellenfél a döntőben                                | Eredmény a döntőben  |
| 1.  | 2003. július 7.     | Internazionali Femminili di Palermo, Palermo, Olaszország | Salak      | María José Martínez Sánchez | Adriana Serra Zanetti Emily Stellato               | 4–6, 2–6             |
| 2.  | 2004. február 23.   | Copa Colsanitas, Bogotá, Kolumbia                         | Salak      | María José Martínez Sánchez | Barbara Schwartz Jasmin Wöhr                       | 1–6, 3–6             |
| 3.  | 2007. május 6.      | Portugal Open, Estoril, Portugália                        | Salak      | Lourdes Domínguez Lino      | Andreea Ehritt-Vanc Anastasia Rodionova            | 3–6, 2–6             |
| 4.  | 2009. január 10.    | ASB Classic, Auckland, Új-Zéland                          | Kemény     | Nuria Llagostera Vives      | Nathalie Dechy Mara Santangelo                     | 6–4, 6–7(3), [10–12] |
| 5.  | 2009. február 24.   | Abierto Mexicano Telcel, Acapulco, Mexikó                 | Salak      | Lourdes Domínguez Lino      | Nuria Llagostera Vives María José Martínez Sánchez | 4–6, 2–6             |
| 6.  | 2010. január 9.     | Brisbane International, Brisbane, Ausztrália              | Kemény     | Czink Melinda               | Andrea Hlaváčková Lucie Hradecká                   | 6–2, 6–7(3), [4–10]  |
| 7.  | 2011. február 26.   | Abierto Mexicano Telcel, Acapulco, Mexikó                 | Salak      | Lourdes Domínguez Lino      | Marija Koritceva Raluca Olaru                      | 7–5, 5–7, [7–10]     |
| 8.  | 2011. július 9.     | Swedish Open, Båstad, Svédország                          | Salak      | Nuria Llagostera Vives      | Lourdes Domínguez Lino María José Martínez Sánchez | 3–6, 3–6             |
| 9.  | 2012. március 4.    | Abierto Mexicano Telcel, Acapulco, Mexikó                 | Salak      | Lourdes Domínguez Lino      | Sara Errani Roberta Vinci                          | 2–6, 1–6             |
| 10. | 2013. június 21.    | Topshelf Open, ’s-Hertogenbosch, Hollandia                | Fű         | Dominika Cibulková          | Irina-Camelia Begu Anabel Medina Garrigues         | 6–4, 6–7(3), [9–11]  |
| 11. | 2013. október 5.    | China Open, Peking, Kína                                  | Kemény     | Vera Dusevina               | Cara Black Szánija Mirza                           | 2–6, 2–6             |
| 12. | 2014. augusztus 23. | Connecticut Open, New Haven, Egyesült Államok             | Kemény     | Marina Eraković             | Sílvia Soler Espinosa Andreja Klepač               | 5–7, 6–4, [7–10]     |
| 13. | 2014. október 18.   | Kreml Kupa, Moszkva, Oroszország                          | Kemény (f) | Caroline Garcia             | Martina Hingis Flavia Pennetta                     | 3–6, 7–5             |
| 14. | 2015. augusztus 9.  | Bank of the West Classic, Stanford, Egyesült Államok      | Kemény     | Anabel Medina Garrigues     | Hszü Ji-fan Cseng Szaj-szaj                        | 1–6, 3–6             |
| 15. | 2015. október 25.   | BGL Luxembourg Open, Luxembourg, Luxemburg                | Kemény (f) | Anabel Medina Garrigues     | Mona Barthel Laura Siegemund                       | 2–6, 6–7(2)          |
| 16. | 2015. november 2.   | WTA Elite Trophy, Csuhaj, Kína                            | Kemény (f) | Anabel Medina Garrigues     | Liang Csen Vang Ja-fan                             | 4–6, 3–6             |

## Eredményei Grand Slam-tornákon

### Egyéni
| Grand Slam | Australian Open | Australian Open  | Roland Garros  | Roland Garros         | Wimbledon      | Wimbledon          | US Open        | US Open             |
| Év         | Eredmény        | Utolsó ellenfél  | Eredmény       | Utolsó ellenfél       | Eredmény       | Utolsó ellenfél    | Eredmény       | Utolsó ellenfél     |
| 2002       | –               | –                | –              | –                     | –              | –                  | Selejtező (Q1) | Selejtező (Q1)      |
| 2003       | Selejtező (Q1)  | Selejtező (Q1)   | Selejtező (Q1) | Selejtező (Q1)        | 2. kör         | J Gyementyjeva     | 2. kör         | F Schiavone         |
| 2004       | 1. kör          | Barbora Strýcová | 3. kör         | Amélie Mauresmo       | 2. kör         | Rita Grande        | 2. kör         | Lindsay Davenport   |
| 2005       | 1. kör          | A Csakvetadze    | 2. kör         | S Farina Elia         | 1. kör         | Cho Yoon-jeong     | 1. kör         | Cho Yoon-jeong      |
| 2006       | 2. kör          | Sz Kuznyecova    | 1. kör         | Mara Santangelo       | Selejtező (Q2) | Selejtező (Q2)     | Selejtező (Q1) | Selejtező (Q1)      |
| 2007       | Selejtező (Q1)  | Selejtező (Q1)   | –              | –                     | –              | –                  | –              | –                   |
| 2008       | –               | –                | –              | –                     | –              | –                  | –              | –                   |
| 2009       | –               | –                | –              | –                     | 2. kör         | Szugijama Ai       | –              | –                   |
| 2010       | 1. kör          | Sybille Bammer   | 2. kör         | Venus Williams        | 2. kör         | Sara Errani        | 1. kör         | Agnieszka Radwańska |
| 2011       | 1. kör          | F Schiavone      | 1. kör         | Bethanie Mattek-Sands | 1. kör         | Caroline Wozniacki | Selejtező (Q1) | Selejtező (Q1)      |
| 2012       | Selejtező (Q2)  | Selejtező (Q2)   | Selejtező (Q2) | Selejtező (Q2)        | –              | –                  | –              | –                   |
| 2013       | Selejtező (Q2)  | Selejtező (Q2)   | Selejtező (Q3) | Selejtező (Q3)        | –              | –                  | Selejtező (Q1) | Selejtező (Q1)      |

### Páros
| Grand Slam | Australian Open           | Australian Open                   | Roland Garros               | Roland Garros                      | Wimbledon                      | Wimbledon                             | US Open                   | US Open                           |
| Év         | Eredmény Partner          | Utolsó ellenfél                   | Eredmény Partner            | Utolsó ellenfél                    | Eredmény Partner               | Utolsó ellenfél                       | Eredmény Partner          | Utolsó ellenfél                   |
| 2004       | –                         | –                                 | 1. kör C Martínez Granados  | Jill Craybas M Weingärtner         | 1. kör Kelly Liggan            | Barbara Schwartz Jasmin Wöhr          | 1. kör N Llagostera Vives | Janet Lee Peng Suaj               |
| 2005       | 1. kör Magüi Serna        | Līga Dekmeijere Nana Miyagi       | 2. kör Marta Marrero        | Shinobu Asagoe K Srebotnik         | 1. kör Marta Marrero           | Shinobu Asagoe K Srebotnik            | –                         | –                                 |
| 2006       | –                         | –                                 | –                           | –                                  | –                              | –                                     | –                         | –                                 |
| 2007       | –                         | –                                 | 2. kör L Domínguez Lino     | Csan Jung-zsan Csuang Csia-zsung   | 2. kör L Domínguez Lino        | Květa Peschke Rennae Stubbs           | 1. kör L Domínguez Lino   | Alicia Molik Mara Santangelo      |
| 2008       | 1. kör L Domínguez Lino   | M Sarapova T Tanasugarn           | 1. kör Raluca Olaru         | M Koritceva Vladimíra Uhlířová     | 1. kör C Suárez Navarro        | Jen Ce Cseng Csie                     | 1. kör C Suárez Navarro   | Tracy Lin Riza Zalameda           |
| 2009       | 2. kör Gallovits-Hall E   | Cara Black Liezel Huber           | 2. kör J Makarova           | Daniela Hantuchová Szugijama Ai    | 1. kör L Domínguez Lino        | A Kudrjavceva Monica Niculescu        | 1. kör Julia Görges       | Serena Williams Venus Williams    |
| 2010       | 1. kör Julia Görges       | Hszie Su-vej Peng Suaj            | 1. kör Czink Melinda        | V Azaranka V Zvonarjova            | 1. kör Czink Melinda           | M Rybáriková Klára Koukalová          | 1. kör Renata Voráčová    | Gisela Dulko Flavia Pennetta      |
| 2011       | 1. kör Vania King         | A Dulgheru M Rybáriková           | 2. kör N Llagostera Vives   | Nagyja Petrova Anastasia Rodionova | Negyeddöntő N Llagostera Vives | Szánija Mirza J Vesznyina             | 2. kör N Llagostera Vives | Hszie Su-vej G Voszkobojeva       |
| 2012       | 2. kör N Llagostera Vives | Andreja Klepač Alicja Rosolska    | 3. kör A Medina Garrigues   | Marija Kirilenko Nagyja Petrova    | 1. kör A Medina Garrigues      | K Jans-Ignacik Alicja Rosolska        | –                         | –                                 |
| 2013       | 3. kör Date Kimiko        | Varvara Lepchenko Cseng Szaj-szaj | 2. kör Date Kimiko          | F Schiavone Samantha Stosur        | 2. kör Date Kimiko             | Christina McHale Tamira Paszek        | 1. kör Date Kimiko        | Andrea Hlaváčková Lucie Hradecká  |
| 2014       | 2. kör Garbiñe Muguruza   | R Kops-Jones Abigail Spears       | Negyeddöntő Marina Eraković | Lucie Hradecká Michaëlla Krajicek  | 1. kör Marina Eraković         | A Medina Garrigues J Svedova          | 2. kör Marina Eraković    | Garbiñe Muguruza C Suárez Navarro |
| 2015       | 1. kör Jelena Janković    | K Jans-Ignacik Andreja Klepač     | 1. kör Monica Niculescu     | Bacsinszky Tímea Csuang Csia-zsung | 3. kör A Medina Garrigues      | Martina Hingis Szánija Mirza          | 2. kör A Medina Garrigues | Jelena Janković Aleksandra Krunić |
| 2016       | 3. kör A Medina Garrigues | Andrea Hlaváčková Lucie Hradecká  | 1. kör A Medina Garrigues   | Madison Brengle Tatjana Maria      | 3. kör A Medina Garrigues      | Caroline Garcia K Mladenovic          | 2. kör Marina Eraković    | Hszü Ji-fan Cseng Szaj-szaj       |
| 2017       | –                         | –                                 | 1. kör L Arruabarrena       | Abigail Spears K Srebotnik         | 2. kör L Arruabarrena          | B Haddad Maia Ana Konjuh              | 2. kör L Arruabarrena     | Gabriela Dabrowski Hszü Ji-fan    |
| 2018       | 2. kör L Arruabarrena     | Babos Tímea K Mladenovic          | 2. kör L Arruabarrena       | Csan Hao-csing Jang Csao-hszüan    | 2. kör L Arruabarrena          | Barbora Krejčíková Kateřina Siniaková | 1. kör A Medina Garrigues | Dalila Jakupović I Hromacsova     |
| 2019       | 1. kör L Arruabarrena     | Irina Bara Monica Niculescu       | –                           | –                                  | –                              | –                                     | –                         | –                                 |

## Év végi világranglista-helyezései
| Év     | 1999  | 2000 | 2001 | 2002 | 2003 | 2004 | 2005 | 2006 | 2007 | 2008 | 2009 | 2010 | 2011 | 2012 | 2013 | 2014 | 2015 | 2016 | 2017 | 2018 |
| Egyéni | 1028. | 710. | 306. | 184. | 68.  | 70.  | 107. | 173. | 356. | 359. | 91.  | 64.  | 118. | 255. | 219. | 392. | 859. | –    | –    | –    |
| Páros  | –     | –    | 452. | 248. | 149. | 151. | 195. | 138. | 73.  | 81.  | 60.  | 60.  | 34.  | 53.  | 35.  | 30.  | 37.  | 34.  | 90.  | 92.  |